# Кристоф Фридрих I фон Дегенфелд
Кристоф Фридрих I фон Дегенфелд (на немски: Christoph Friedrich I. von Degenfeld; * между 1655 и 1660 в дворец Нойхауз; † 28 март 1705 в Дурлах) е благородник от род Дегенфелд, собственик в Нойхауз (в Ерщет в Зинсхайм), на Ерщет (днес в Зинсхайм) и Ойленхоф (днес в Зинсхайм), на края е „оберщал-майстер“ в двора на Маркграфство Баден-Дурлах.
Той е най-големият син на Йохан Кристоф II фон Дегенфелд († 1680) и съпругата му Вероника Бенигна фон Дахенхаузен. Внук е на Кристоф Якоб фон Дегенфелд († 1646) и първата му съпруга Анна Маргарета фон Хелмщат († 1631). Братята му са Еберхард Фридрих († 1681/82) и Фердинанд Фридрих I (1661 – 1717).
През януари 1682 г. братята и Фердинанд Фридрих разделят наследството. Кристоф Фридрих получава дворец Нойхауз, Ойленхоф и вюртембергската половина от Ерщет. Фердинанд Фридрих получава Вормската половина от Ерщет също фамилните собствености във Вайбщат и Унтербигелхоф.
През 1688 г. Кристоф Фридрих е лейтенант при императорската войска, по-късно ритмайстер и обрист-лейтенант при наследствения принц на Вюртемберг. През Пфалцската наследствена война (1688 – 1697) той служи във войската на Баден-Дурлах. Накрая той е оберщал-майстер в двора на Баден-Дурлах.
Той умира на 28 март 1705 г. в Дурлах и е погребан там в градската църква.
След смъртта на Кристоф Фридрих брат му Фердинанд Фридрих I фон Дегенфелд разделя наследството между синовете на Кристоф Фридрих. След няколко години те имат конфликти с чичо им Фердинанд Фридрих. Наследството на фамилията в Дегенфелд-Нойхауз е разделено на пет части, заедно с трите му сина и синовете на чичо им Фердинанд Фридрих I фон Дегенфелд. Те имат непрекъснато конфликти. Конфликтите за наследството обаче продължават до 1766 г. и са разрешени през 1774 г.
Линията Дегенфелд-Нойхауз измира по мъжка линия през 1921 г.

## Фамилия
Кристоф Фридрих I фон Дегенфелд се жени на 16 ноември 1678 г. в Швайгерн за Мария Магдалена фон Найперг († 1728). Те имат четири сина:
- Йохан Фридрих I (* 21 декември 1683 в Нойхауз; † 26 септември 1760 също там), женен на 27 юни 1714 г. за Мария Фредерика Фелицитас Гьолер фон Равенсбург (1697 – сл. 1765)
- Август Максимилиан (1687 – сл. 1716)
- Йохан Лудвиг Райнхард (* 1691), умира млад
- Йохан Албрехт Фридрих (1693 – 1723), женен за София Хелена фон Геминген-Виддерн